# Brouilla
Brouilla en francés y oficialmente, Brullà en catalán, es una pequeña localidad y comuna, situada en el departamento de los Pirineos Orientales, región de Occitania y comarca histórica del Rosellón en Francia. Se encuentra atravesada por el río Tech en su territorio más meridional.
Sus habitantes reciben el gentilicio de brullanenc en francés y en catalán.

## Geografía

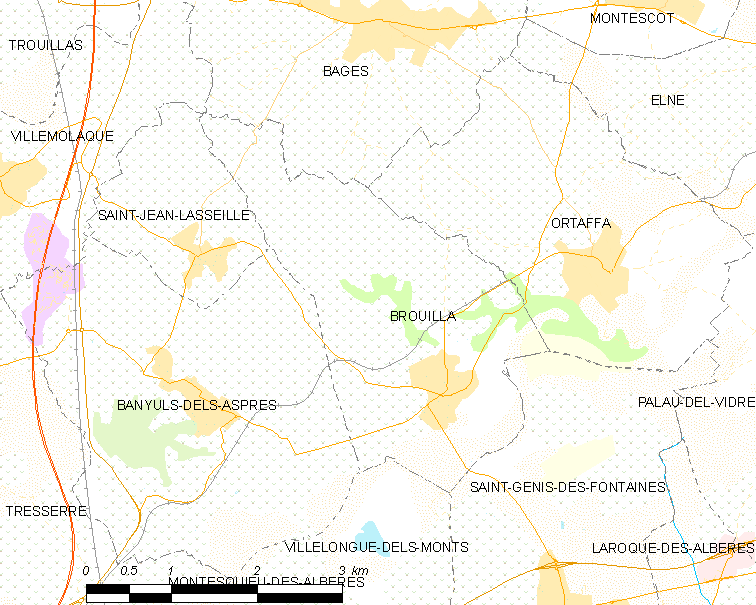
Situación de Brouilla

## Demografía
| 530 | 537 | 564 | 616 | 565 | 630 |
| Para los censos de 1962 a 1999 la población legal corresponde a la población sin duplicidades (Fuente: INSEE [Consultar]) |     |     |     |     |     |

## Lugares de interés
- Iglesia parroquial románica, del siglo XII.